# Tom Normanton
Tom Normanton (n. 12 martie 1917 – d. 6 august 1997) a fost un om politic britanic, membru al Parlamentului European în perioada 1973-1989 din partea Regatului Unit. 